# Pirilänsaari
Pirilänsaari är en ö i Finland. Den ligger i älven Siikajoki och i kommunen Siikajoki i den ekonomiska regionen  Brahestads ekonomiska region  och landskapet Norra Österbotten, i den centrala delen av landet, 500 km norr om huvudstaden Helsingfors. Öns area är 1,7 hektar och dess största längd är 310 meter i nord-sydlig riktning.